# Europa Națiunilor și Libertății
Europa Națiunilor și Libertății (ENF; în franceză Europe des nations et des libertés) a fost un grup politic⁠(d) din Parlamentul European lansat la 15 iunie 2015. Cu 37 de membri, grupul a fost cel mai mic din Parlamentul European. Majoritatea grupului a fost formată din Frontul Național francez, cu 17 deputați în Parlamentul European din 37. Grupul reunește și europarlamentari ai grupărilor eurosceptice din alte țări europene.
ENF  a fost grupul parlamentar al partidului european Mișcarea pentru o Europă a Națiunilor și a Libertății. Deputații PVV-ului olandez al lui Geert Wilders sunt însă membri ai Alianței Europene pentru Libertate⁠(d), iar alți europarlamentari nu au nici o afiliere europeană. ENF are 28 de membri din partidul central, Mișcarea pentru o Europă a Națiunilor și Libertății (MEF), ceilalți 9 deputați din Parlamentul European fiind în grup doar ca aliați ideologici. 

## Istorie
În urma alegerilor europarlamentare din perioada 22-25 mai 2014, Alianța Europeană pentru Libertate⁠(d) (EAF), cuprinzând partide de dreapta și extremă dreapta din toată Europa, și-a fixat obiectivul de a forma un grup parlamentar stabil în Parlamentul European înainte de începerea celei de a-opta legislaturi⁠(d). O încercare anterioară de a forma un grup de extrema dreaptă în Parlamentul European în timpul celei de-a șasea legislaturi⁠(d) a fost efemerul grup Identitate, Tradiție și Suveranitate din 2007.
La 28 mai 2014, în cadrul unei conferințe de presă la Bruxelles, s-a anunțat că Alianța condusă de Marine Le Pen de la Frontul Național Francez (FN) și Geert Wilders din Partidul Libertății din Olanda (PVV), împreună cu liderul Ligii Nordului Matteo Salvini, negociază formarea un grup parlamentar. La 24 iunie 2014, alianța Le Pen / Wilders nu reușise să adune 25 de europarlamentari neafiliați din șapte state membre ale UE, și astfel europarlamentarii lor și-au început legislatura ca neafiliați. Mai târziu, în 2014, această alianță a fost înlocuită de Mișcarea pentru o Europă a Națiunilor și Libertăți (MENL), fără participarea PVV. 

Statele membre ale UE cu mai mult de un europarlamentar ENL (albastru închis), cele cu un singur europarlamentar ENL (albastru) sau fără europarlamentari (gri închis) în cel de-al 8-lea Parlament European.

La 15 iunie 2015, Marine Le Pen a anunțat că în ziua următoare va fi lansat un nou grup în Parlamentul European, care va cuprinde deputații europeni din FN, PVV, LN, Partidul Libertății din Austria (FPÖ), interesul flamand (VB), Congresul Noii Drepte⁠(d) (KNP) din Polonia și fosta membră a Partidului pentru Independența Regatului Unit (UKIP), Janice Atkinson⁠(d). Împreună cu disponibilitatea europarlamentarilor UKIP excluși, crearea grupului cu reprezentare din șapte state membre diferite a fost posibilă prin înlăturarea a două figuri istorice, dar controversate, ale extremei-drepte: Jean-Marie Le Pen a fost suspendată de către Frontul Național, în timp ce plecarea lui Janusz Korwin-Mikke⁠(d) de la KNP i-a permis Marinei Le Pen și lui Wilders să-i accepte cei doi membri ai partidului în grupul lor, ceva ce aceștia respingeau în timpul discuțiilor din iunie 2014. Între delegațiile FN, Bruno Gollnisch a ales să nu se alăture grupului, din solidaritate cu fostul președinte Jean-Marie Le Pen, în timp ce Aymeric Chauprade⁠(d) a aderat câteva zile mai târziu. Unul dintre cele patru locuri câștigate de PVV⁠(d) a rămas vacant la momentul creării grupului până la 8 septembrie 2015, când Auke Zijlstra⁠(d) l-a înlocuit pe Hans Jansen⁠(d), care a murit la 5 mai 2015.
În iulie 2015 Parlamentul European a decis că grupul va primi 3 milioane de euro pe an din fondurile UE. Prin adăugarea tuturor subvențiilor pentru grup, precum și pentru partidul politic și grupul de reflecție, fondurile ajung la 17,5 milioane de euro pentru următorii patru ani ai mandatului lor. 
La 15 iulie 2015 europarlamentarul român Laurențiu Rebega a părăsit atât Partidul Conservator, cât și grupul S & D pentru a se alătura ENL. La 9 noiembrie 2015 Aymeric Chauprade⁠(d) a părăsit grupul.
Revizuirea voturilor din Parlamentul UE privind rezoluțiile critice față de Rusia sau măsurile care nu sunt în interesul Kremlinului (de exemplu, Acordul de asociere Ucraina-UE⁠(d)), Institutul de Capital Politic din Ungaria a constatat că membrii ENL votaseră „împotrivă” în 93% din cazuri.
Prima convenție a ENL a avut loc la 28 și 29 ianuarie 2016, la Milano, cu toți liderii partidelor membre ale ENL împreună cu liderul Partidului Libertate și Democrație Directă⁠(d) (SPD), Tomio Okamura⁠(d), a cărui partid nu este membru al ENL, și nu are europarlamentari. În timpul acestei convenții, fiecare lider a ținut un discurs urmat de o conferință de presă a doua zi.
În cadrul convenției partidului Alternativa pentru Germania (AfD) din 30 aprilie 2016, s-a anunțat că europarlamentarul Marcus Pretzell⁠(d) se va alătura grupului ENL. Celălalt europarlamentar al AfD, Beatrix von Storch⁠(d) a aderat la grupul Europa Libertății și Democrației Directe (ELDD) în martie 2016, ambii deputați fiind excluși din grupul ECR.
La 2 octombrie 2017 trei deputați au părăsit Frontul Național și s-au alăturat grupului ELDD două zile mai târziu.
La 2 martie 2018 europarlamentarul român Laurențiu Rebega a părăsit grupul.
În mai 2018 un alt europarlamentar, Bernard Monot⁠(d), a părăsit Frontul Național pentru a se alătura grupului ELDD.
În ianuarie 2019 trei membri ai Partidului pentru Independența Regatului Unit au aderat la grup.
La 12 iunie 2019, în urma Alegerilor pentru Parlamentul European, 2019, succesorul grupului ENF a fost anunțat că va fi Grupul Identitate și Democrație, acesta a fost lansat ziua următoare.